# Willem Ruis

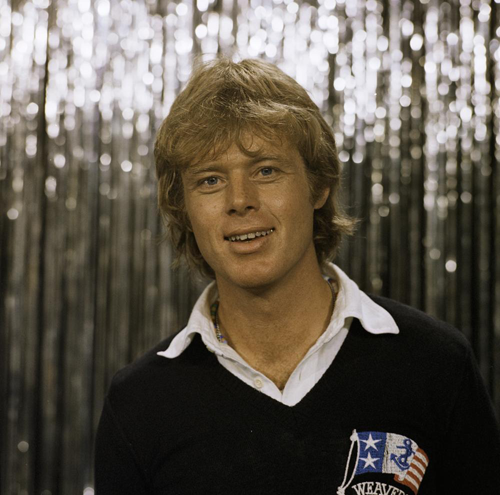
Willem Ruis (1977)

Klaas Willem Ruis (* 29. März 1945 in Haarlem; † 4. August 1986 in Dénia) war ein niederländischer Radio- und Fernsehmoderator. Er moderierte unter anderem De Willem Ruis Show für die KRO, Die Willem Ruis Show in der ARD und De Willem Ruis Lotto Show, Vijf tegen Vijf und De Sterrenshow für VARA. Sein ursprünglicher Rufname war Klaas.

## Leben
Klaas Willem Ruis war der Sohn von Nicolaas Verdel und Reinoutje Ruis. Seine Eltern waren nicht verheiratet. Er bekam den Nachnamen seiner Mutter, weil Verdel seinen Sohn nicht anerkennen wollte.
Nach dem MULO (Meer Uitgebreid Lager Onderwijs) in Haarlem versuchte Ruis, an der Amsterdamer Schauspielschule aufgenommen zu werden. Als dies nicht funktionierte, ging er als Hotelpage auf ein Passagierschiff der Holland-America Line. Ebenfalls ein Jahr später wurde er von der Schauspielschule abgelehnt.
Ruis leistete daraufhin seinen Wehrdienst in Seedorf als Wehrpflichtiger ab. Während seines Wehrdienstes änderte er seinen Rufnamen in Willem, seinen zweiten Vornamen. Er kam 1967 zu KLM. Während seiner Ausbildung lernte er die Flugbegleiterin Ineke Mulder kennen, mit der er eine Beziehung einging. Sie heirateten am 14. August 1970. Sie hatten zwei Töchter, Eva (* 1972) und Susanne (Suus, * 1974), und einen Sohn, Nicolas (* 1977).
An Drehorten machte er Reportagen mit einem Tonbandgerät. Indem er vorgab, ein Reporter für das niederländische Radio zu sein, gelang es Ruis, berühmte Stars wie Liza Minnelli und Danny Kaye zu interviewen. Einige seiner Berichte wurden später von KRO und VARA ausgestrahlt.
1970 verließ Ruis KLM, um für das VARA-Radio zu arbeiten. Bald wurde er Co-Moderator der Sportsendung Langs de Lijn der NOS, die er bis Mitte Mai 1982 moderierte, zusammen mit Koos Postema. Sein humorvoller Präsentationsstil brachte ihm große Popularität ein. 1971 moderierte er die Radiosendung Alleen op een eiland, in der er Kontakt zu Jan Wolkers und Godfried Bomans hatte, die sich jeweils eine Woche allein auf der westfriesischen Insel Rottumerplaat aufhielten.
Von 1975 wirkte er in der Fernsehsendung De Van Speyk Show, of: dan liever de lucht in mit, die von Oktober 1974 bis Mai 1976 Aad van den Heuvel moderiert wurde. Seine eigene Fernsehkarriere begann 1976 bei der KRO mit De Willem Ruis Show. Ruis erhielt den Spitznamen Kissmaster statt Quizmaster, weil er die Kandidaten in seinen Sendungen regelmäßig küsste.
Von 1980 bis 1981 wurde eine deutschsprachige Ausgabe unter dem Titel Die Willem Ruis Show im 1. Fernsehprogramm der ARD ausgestrahlt, die nicht live übertragen, sondern eine Woche vorher aufgezeichnet wurde, aber wegen schlechter Kritiken und mangelndem Zuschauerinteresse schon nach wenigen Ausgaben eingestellt wurde. Dazu trug bei, dass Ruis die deutsche Sprache nur mangelhaft beherrschte. Die Titelmelodie Willem's Thema, die 1980 auch auf einer Single veröffentlicht wurde, spielte das Orchester Joachim Heider.
1981 wurde Ruis für 300.000 Gulden von der VARA übernommen. Diese hohe Summe führte zu einer parlamentarischen Anfrage des CDA-Abgeordneten Steef Weijers. Bei VARA moderierte Ruis De Willem Ruis Lotto Show und ab 1984 De Sterrenshow, groß angelegte Shows mit Showballetten, Orchestern, Chören, internationalen Stars, vielen Statisten und regelmäßig wechselnden Sets. Er moderierte von 1982 bis 1986 auch das Familienquiz Vijf tegen Vijf, die wie das Familien-Duell bei RTL Television auf der US-Fernsehsendung Family Feud basierte.
1982 spielte Ruis in dem Spielfilm Het beest, der trotz der großen Erwartungen floppte und rasch aus den Kinos verschwand, die Rolle des Harry Melchior.
1983 präsentierte Willem Ruis Kinderen voor Kinderen 4 mit bekannten Liedern wie "Trim, trim, trim" und "Meidengroep". 1984 präsentierte er erneut Kinderen voor Kinderen 5 mit bekannten Liedern wie Als ik de baas zou zijn (van het journaal) und Treuzeltechniek.
Seine Ehe endete 1982. Seine Frau ging eine Beziehung mit seinem Regisseur Rinus Spoor ein. Seine Töchter zogen zu ihm und seiner Freundin. Sein Sohn blieb bei seiner Mutter.
1984 wurde die Lottoshow beendet und die VARA kam auf die Idee, mit einem großen Zelt durch die Niederlande zu reisen und jede Woche eine große Show direkt von einem anderen Ort in den Niederlanden zu übertragen: De Sterrenshow. Ruis sah zunächst nichts darin, wurde aber von der großartigen Einrichtung und den vielen Möglichkeiten, die ein solches Zelt bot, verführt. Am 29. Dezember 1984 wurde die erste Sterrenshow ausgestrahlt und war ein großer Erfolg.
Ende 1985 beschloss die VARA, eine weitere Staffel von De Sterrenshow produzieren zu lassen. Die Einrichtung wurde noch moderner und technischer. Am Mittwoch, den 30. Oktober 1985, wurde die erste Folge der neuen Staffel live ausgestrahlt. Die Shows kosteten die VARA jedoch durchschnittlich 800.000 Gulden und finanziell lief es schlecht für die Rundfunkgesellschaft. Es musste gespart werden. Kurz vor der Ausstrahlung der zweiten Show nahm die VARA einige kostensparende Änderungen in der Star Show vor. So wurde die Sendung nicht mehr live übertragen, sondern einige Stunden zuvor aufgezeichnet. Das Zelt blieb auch in Utrecht und zog nicht mehr durch das Land. Ruis fühlte sich von der VARA betrogen und zeigte dies in der zweiten Show. Die zweite Staffel war immer noch recht erfolgreich, obwohl die VARA aufgrund des hohen Budgets der Sterrenshow fast zwangsläufig kurz vor dem Bankrott stand. Trotzdem bekam Ruis ein besseres Verhältnis zur VARA. Am 16. April 1986 wurde die letzte Sendung der De Sterren Show ausgestrahlt.
Ruis lebte ungesund. Zu seinem schlechten Gesundheitszustand hatte auch der übermäßige Konsum von Alkohol und sein starkes Rauchen in den beiden Jahren vor seinem Tod beigetragen. Anfang 1986 begann er mit dem Konsum von Kokain.
Kurz vor seinem Urlaub nahm er im Juni 1986 sechzehn Folgen von Vijf tegen Vijf an vier Tagen auf, die in den Sommermonaten 1986 ausgestrahlt wurden. Ruis hatte die folgenden Jahre sorgfältig vorgeplant. So sollte er ab Februar 1987 eine neue große Spielshow mit dem Arbeitstitel De criminele Willem Ruis auf VARA moderieren. Diese Fernsehsendung, die in der Kulisse in Form eines Nachtclubs aufgezeichnet werden sollte, sollte eine interaktive Unterhaltungsshow werden, in der Zuschauer und Kandidaten die Chance erhielten, inszenierte Verbrechen aufzuklären. Als Ruis jedoch während seines Urlaubs in Dénia in Spanien aus der Zeitung De Telegraaf erfuhr, dass Joop van den Ende und TROS seinen Konkurrenten Ron Brandsteder eine Sendung unter dem Namen Moordspel mit fast dem gleichen Format präsentieren lassen wollten, wurde er wütend. Er spekulierte, dass „sein“ Format von jemandem der Joop van den Ende productions vorzeitig gestohlen worden sei, obwohl er selbst das Format von einer englischen Sendung übernommen hatte.
Während dieses Urlaubs starb Ruis am Montagmorgen, dem 4. August 1986, im Alter von 41 Jahren an einem Herzinfarkt in seiner Wohnung in Dénia. Die Nachricht seines Todes kam unerwartet. Sonja Barend, eine gute Freundin Willems, machte eine Gedenksendung für die VARA, "Over Willem...", in der sie mit vielen seiner Kollegen sprach.

## Sonstiges
- Ein Sprecher, mit dem Ruis zusammenarbeitete, war John de Mol (De Willem Ruis Lotto Show und Vijf tegen Vijf), der oft von Ruis und Pierre van Ostade („De Willem Ruis Show“ bei der KRO und „De Sterrenshow“) als Stimme bezeichnet wurde.
- In den Niederlanden wird der Begriff „Willem Ruis-Syndroom“ (Willem-Ruis-Syndrom) umgangssprachlich für einen plötzlichen Erkrankung im Urlaub verwendet.[18]
- Für die Figur Felix Sommers in dem Roman Tweede viool (2008) ließ sich die Autorin Suus Ruis von ihrem Vater Willem Ruis inspirieren.[19]
- 2008 standen die Gespräche zwischen Godfried Bomans und Ruis während der Sendung Alleen op een eiland Pate für die Bühnenproduktionen Bomans hoort u mij? und Ruis ik slecht verstaan der Theatergruppen Nieuw Utrechts Toneel und Cowboy bij Nacht. Beide Aufführungen wurden gleichzeitig in verschiedenen Sälen aufgeführt, um das Inselgefühl nachzuahmen. Willem Ruis wurde von Guido Pollemans gespielt.[20]
- Am 13. Mai 2013 wurde nach Willem Ruis der Willem Ruisweg im Medienpark in Hilversum benannt.[21]
- Im Jahr 2015 wurde ein Musical über das Leben von Willem Ruis unter dem Titel Willem Ruis, de show van zijn leven uraufgeführt, die von Janke Dekker und Michael van Praag produziert wurde. Willem Ruis wurde von Xander van Vledder gespielt,[22] der in der Kategorie beste Hauptrolle für den Musical Award nominiert wurde und die Drehbuchautoren Lucas de Waard und Johan Timmers wurden in der Kategorie Bestes Drehbuch nominiert.[23]

## Dokumentarfilme
- 1999 wurde die Radiodokumentation Willem Ruis: de herinnering is springlevend von Tom van den Oetelaar über Willem Ruis ausgestrahlt. Damit gewann Van den Oetelaar den  RVU Radioprijs.[24]
- 2003 drehte Dirk Jan Roeleven den Dokumentarfilm Eenzame Hoogte über das Leben von Willem Ruis.[25]
- Im Jahr 2012 drehte Han Peekel eine Gedenksendung für Willem Ruis fürs Fernsehen, in dem Ruis' Ex-Frau Ineke Mulder zum ersten Mal über ihn sprach.[26]